# Mausolée d'Ali ebn-e Sahl
Le Mausolée d'Ali ebn-e Sahl est un mausolée historique à Ispahan, en Iran. Le mystique Abolhassan Ali ebn-e Sahl Azhar Esfahani vécut dans l'ère de Al-Mutadid, le calife abbasside. Il eut un Khanqah et une école à nord de le cimetière Toghtchi. Il mourut en 894 à Ispahan et fut inhumé dans son Khanghah. Le mausolée d'Ali ebn-e Sahl devint un lieu de réunion des mystiques et derviches. Actuellement, le mausolée appartient aux derviches Khaksaries. Le mausolée possède un grand jardin. La plus grosse partie du jardin est en la possession de l'Organisation des Aides Sociales.

## Description
Au milieu de la construction cruciforme se trouve la tombe d'Ali ebn-e Sahl. La pierre tombale est carrée, elle a une longueur de 2 mètres et une hauteur de 120 centimètres. Elle fut décorée avec des carreaux jaunes, blancs, bleus et noirs.